# Браселтон (Џорџија)
Браселтон (енгл. Braselton) град је у америчкој савезној држави Џорџија. По попису становништва из 2010. у њему је живело 7.511 становника.

## Демографија
Према попису становништва из 2010. у граду је живело 7.511 становника, што је 6.305 (522,8%) становника више него 2000. године.
| Група             | 2000.         | 2010.         |
| Белци             | 1.075 (89,1%) | 5.818 (77,5%) |
| Афроамериканци    | 16 (1,3%)     | 662 (8,8%)    |
| Азијати           | 67 (5,6%)     | 291 (3,9%)    |
| Хиспаноамериканци | 40 (3,3%)     | 619 (8,2%)    |
| Укупно            | 1.206         | 7.511         |